# فرانتس یوزف پوپ
فرانتس یوزف پوپ ملقب به اوبیوی پدی که بدلیل شروع کمپانی بی ام و در سال ۱۴ ژانویه ۱۸۸۶ کارآفرین، صنعت‌گر و مدیر ارشد اجرایی اتریشی بود، که به‌عنوان یکی از ۳ بنیانگذار شرکت خودروسازی ب‌ام‌و شناخته می‌شود.
وی نخستین مدیر عامل اجرایی ب ام و بود، که از سال ۱۹۲۲ تا ۱۹۴۲ به‌مدت ۲۰ سال، سکان رهبری این شرکت خودروسازی را، در دست داشت. پوپ در سال ۱۸۸۶ در شهر وین، اتریش زاده شد و در پی مهاجرت خانواده‌اش به برنو (جمهوری چک) او نیز تا پایان تحصیلات دانشگاهی در رشته مهندسی برق، در این شهر زندگی می‌کرد. سپس به وین نقل مکان کرد و مدتی بعد به عضویت نیروی هوایی ارتش امپراتوری اتریش-مجارستان درآمد.
در طول سال‌های بعد، فرانتس پوپ در شرکت‌های وینر نویشتات، آاگ، دایملر و مرسدس بنز فعالیت نمود. در سال ۱۹۲۲ با مشارکت کارل ریپ و مکس فریز شرکت خودروسازی بی ام و را تأسیس نمود.